# Howland (eiland)
Howland is een eiland in de Grote Oceaan, en ligt ongeveer halverwege Hawaï en Australië. Het maakt deel uit van de Verenigde Staten. Het eiland is onbewoond, en heeft een laag-liggend, vrijwel plat zanderig terrein, omgeven door een rif. Het is vrijwel geheel begroeid met grassen en lage struiken. Het hoogste punt is 3 meter. De oppervlakte bedraagt 1,84 vierkante kilometer. De lokale tijdzone is UTC−12.
In 1937 is op het eiland een landingsbaan aangelegd voor een korte stop en brandstofinname voor de vlucht rond de wereld van Amelia Earhart en Fred Noonan. Zij zijn echter voordat ze het eiland bereikten verdwenen. Het Earhart Light is nu een navigatiebaken op het eiland. De landingsbaan kan niet meer gebruikt worden en er schijnt ironisch genoeg nooit een vliegtuig geland te zijn.

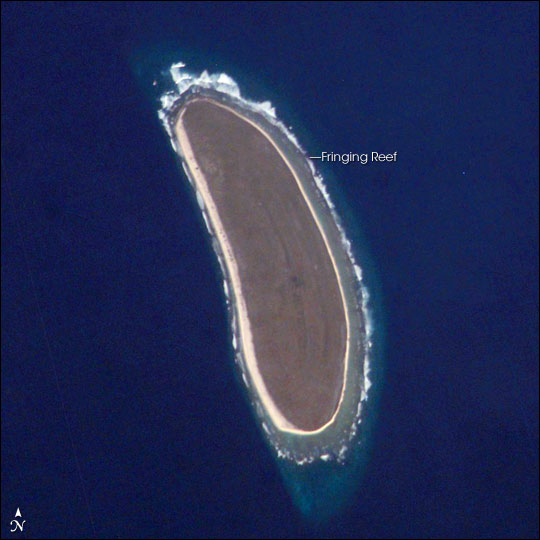
Het eiland vanuit de ruimte gefotografeerd